# Chytonidia albiplaga
Chytonidia albiplaga är en fjärilsart som beskrevs av George Francis Hampson 1914. Chytonidia albiplaga ingår i släktet Chytonidia och familjen nattflyn. Inga underarter finns listade i Catalogue of Life.